# Ablinga
Ablinga ist ein Dorf in Litauen, etwa 48 Kilometer östlich von Klaipeda.

## Geschichte
Der Ort wurde im 14. Jahrhundert erstmals erwähnt. 1923 lebten dort 87 Bewohner.
Am 23. Juni 1941 erschossen Soldaten der deutschen Wehrmacht 29 Menschen als Vergeltungsaktion für Aktionen der Roten Armee in diesem Gebiet. Die anderen konnten entkommen und überlebten.
1972 wurden 30 große Holzskulpturen zu deren Gedenken von verschiedenen litauischen Künstlern in der Nähe des Dorfes aufgestellt. 1984 wurde dabei ein kleines Museum eingerichtet und 1985 eine Mariengrotte wieder eingeweiht, die 1930 bereits bestanden hatte.
Seit 1988 finden in Ablinga regelmäßig Gedenkveranstaltungen mit katholischen Messen zur Erinnerung an die litauischen Opfer im Zweiten Weltkrieg statt.
1993 wurde das Museum geschlossen. 2011 lebten noch 7 Einwohner in dem Dorf.
1977 drehte die lettisch-deutsche Regisseurin Dagnija Osite-Krüger den kurzen DEFA-Dokumentarfilm Ablinga im Skulpturenwald.